# Pyrrhopyge jonas
Pyrrhopyge jonas is een vlinder uit de familie van de dikkopjes (Hesperiidae). De wetenschappelijke naam van de soort is voor het eerst geldig gepubliceerd in 1859 door Felder & Felder.